# Comunità montana Tirreno Meridionale
La comunità montana Tirreno Meridionale era una comunità montana calabrese, situata nella provincia di Reggio Calabria. Con Legge Regionale n.25/2013 le Comunità Montane calabresi sono state soppresse e poste in liquidazione. Con delibera della Giunta Regionale n. 243 del 04/07/2013 sono stati nominati i Commissari liquidatori.
La sede della comunità si trovava nella cittadina di Delianuova.
Con la riforma del 2008 sul ridimensionamento delle comunità montane, l'ente aveva solamente cambiato il suo nome, passato da "Versante tirrenico meridionale" a "Tirreno meridionale".

## Geografia fisica
Al momento della soppressione dell'ente, la comunità montana comprendeva 8 comuni che gravitano su un territorio che va dal versante tirrenico dell'Aspromonte, fino alla piana di Gioia Tauro.
La superficie della comunità montana era pari a 246,78 km² mentre la sua popolazione era di poco superiore ai 20.000 abitanti.

## Comuni
| Stemma | Comune                      | Popolazione (ab) | Superficie (km2) |
| ------ | --------------------------- | ---------------- | ---------------- |
|        | Cosoleto                    | 944              | 33 km²           |
|        | Delianuova                  | 3.521            | 21 km²           |
|        | Santa Cristina d'Aspromonte | 1.051            | 23 km²           |
|        | Sant'Eufemia d'Aspromonte   | 4.126            | 32 km²           |
|        | Scido                       | 998              | 17 km²           |
|        | Sinopoli                    | 2.193            | 25,78 km²        |
|        | Oppido Mamertina            | 5.458            | 58 km²           |
|        | Molochio                    | 2.641            | 37 km²           |

## Galleria d'immagini

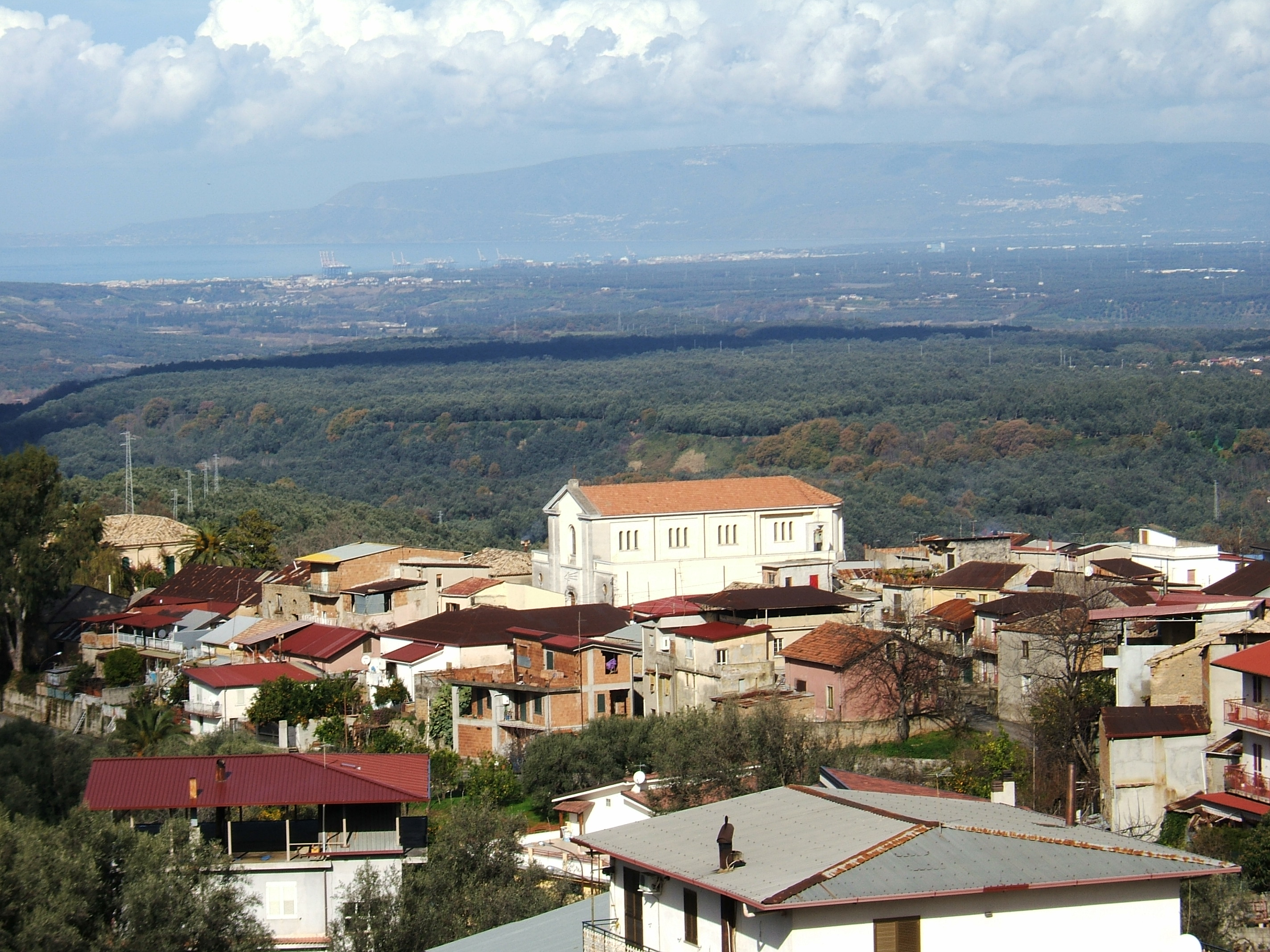
Cosoleto
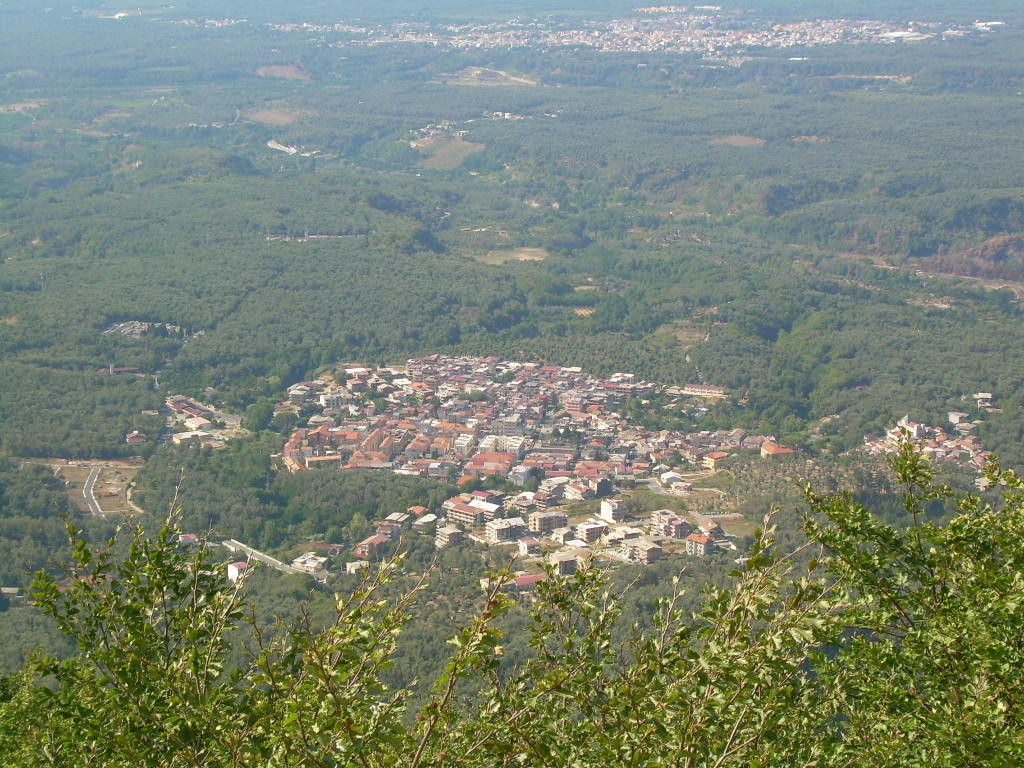
Panorama di Molochio